# 愛ヤイ 愛ヤイ!
「愛ヤイ 愛ヤイ!」（あいヤイ あいヤイ）は、時東ぁみの3枚目のシングル。2007年2月7日にTN-mixから発売された。

## 概要
- 前作「I'm a lady 〜じれったい私〜」から3ヶ月ぶりのリリースとなり、2007年第1弾シングル。
- 表題曲は日本テレビ系『グッドルッキンクラブ』のエンディングテーマに起用され、カップリング曲は任天堂ゲーム『リズム天国』挿入歌に起用された。
- 初回限定盤（QWCT-10004）と通常盤（QWCT-10005）の2形態でリリースされ、初回限定盤には本曲のミュージック・ビデオとミュージックビデオの別バージョンを収録したDVDが同梱されている。
- 本曲に関して、つんく♂は次のように語っている。

| 「                                                           | 今回のテーマは「時東ぁみの変身」です。 前作「I'm a Lady〜じれったい私〜」の制作とほぼ同時にバックトラック作りを始め、 この「愛ヤイ 愛ヤイ！」の流れを作っていきました。 もちろん、切ない恋の歌を歌ってもらうのですが、ヒューマニズムをそこに持ちたかったので、 僕が子供の頃にみた人造人間キャシャーンのように、 心も体も基本は人間のままなのに、リンゴの味が分からないという切ない「ハート」を曲にしたくなりました。 その「ハート」を、時東型に置き換え、 この現代、別に改造されたわけでもないのに、 「味がわからない若者」が増えてしまった世の中へのメッセージをのつもりです。 ミュージックビデオので、時東ぁみが改造されたり、何かの悪と戦ったり・・・・。 愛くるしい歌声だからこそ、余計に、少々派手に演出することによって、 その切なさが増したと思ってます。 歌詞の中身で言いますと、「人生はいつなんどき何が起こるかわからない」ということを唄ってます。 こっちが「ああ、こうなればいいな」と思っていろいろ模索するが、 なかなかそうならず、 半ば諦め箸を置いた頃に、思いがけなく何かが始まったりする。 こういうのは「恋愛」でも「社会」でもほんとうによくある出来事だなと思います。 | 」 |
| —つんく♂（Produce Work/つんく♂オフィシャルウェブサイトより） | |    |

## 収録曲
| 全作詞・作曲: つんく♂。 |                                                |           |            |                |      |
| #                       | タイトル                                       | 作詞      | 作曲・編曲 | 編曲           | 時間 |
| 1.                      | 「愛ヤイ 愛ヤイ!」                             | つんく♂   | つんく♂    | 平田祥一郎     | 3:46 |
| 2.                      | 「恋のハニースイ～トエンジェル」               | つんく♂   | つんく♂    | 鈴木Daichi秀行 | 3:22 |
| 3.                      | 「愛ヤイ 愛ヤイ!」(Instrumental)               | つんく♂   | つんく♂    |                | 3:46 |
| 4.                      | 「恋のハニースイ～トエンジェル」(Instrumental) | つんく♂   | つんく♂    |                | 3:22 |
| 合計時間:               | 合計時間:                                      | 合計時間: | 14:16      |                |      |

| #  | タイトル                          | 作詞 | 作曲・編曲 |
| -- | --------------------------------- | ---- | ---------- |
| 1. | 「愛ヤイ 愛ヤイ!」(Music Video)   |      |            |
| 2. | 「愛ヤイ 愛ヤイ!」(close-up Ver.) |      |            |